# Argus As 292
Argus As 292 (MC-12) – niemiecki bezzałogowy aparat latający (UAV – ang. Unmanned Aerial Vehicle) pełniący rolę sterowanego z ziemi latającego celu oraz samolotu rozpoznawczego.

## Historia
Konstruktorem aparatu był inżynier Fritz Gosslau z wytwórni Argus Motoren, który przy współpracy z Deutsche Forschungsanstalt für Segelflug (Niemieckim Instytutem Badawczym Szybownictwa) od kwietnia 1937 roku prowadził badania nad nowym samolotem bezpilotowym. Radiowy system sterowania lotem dostarczyła firma C. Lorenz. Maszyna swój pierwszy lot wykonała 9 czerwca 1937 roku. 14 maja 1939 roku aparat wykonał pierwszy lot, będąc sterowanym przy pomocy aparatury radiowej. 2 października tego samego roku w ośrodku doświadczalnym Luftwaffe w Rechlinie As 292 wykonał serię zdjęć z powietrza przy pomocy zamontowanych na pokładzie aparatów fotograficznych. Przez cały 1942 i 1943 rok trwały dalsze próby samolotu prowadzone między innymi w szkole artylerii przeciwlotniczej w Rerik. Luftwaffe zamówiło około 1000 aparatów w Argus Motoren, produkcja została przerwana wraz z zakończeniem wojny. Kilka zdobytych As 292 było po wojnie testowanych w warszawskim Instytucie Lotnictwa, jednak ich przydatność w szkoleniu wojsk obrony przeciwlotniczej została oceniona negatywnie.

## Konstrukcja
Aparat wykonany był w całości z metalu. Usterzenie klasyczne, skrzydła o bardzo dużym wzniosie. Napęd stanowił dwusuwowy silnik benzynowy o pojemności skokowej 70 cm³ z prądnicą zapewniającą zasilanie lampowej, wielokanałowej aparatury zdalnego kierowania Lorenz MO-10. Silnik napędzał dwułopatowe śmigło. Podwozie stałe, główne dwukołowe z kółkiem ogonowym.